# Lewis Moody
Pour les articles homonymes, voir Moody.

a Compétitions nationales et continentales officielles uniquement.

b Matchs officiels uniquement.
Dernière mise à jour le 19 mars 2010.
Lewis Walton Moody, né le 12 juin 1978 à Ascot, est un joueur de rugby à XV anglais évoluant au poste de troisième ligne aile. Il joue en équipe d'Angleterre et au sein de l'effectif des Leicester Tigers et de Bath.

## Biographie
Lewis Moody honore sa première cape internationale en équipe d'Angleterre le 2 juin 2001 contre l'équipe du Canada. En mars 2012, il annonce sa retraite sportive.

## Palmarès

### En club
- Champion d'Angleterre en 1999, 2000, 2001, 2002, 2007
- Vainqueur de la coupe d'Europe en 2001, 2002
- Finaliste de la Coupe d'Europe en 2007
- Vainqueur de la coupe d'Angleterre en 2007
- Vainqueur du trophée des champions en 2002
- Finaliste du trophée des champions en 2001

### En équipe nationale
- Champion du monde en 2003
- Vice-champion du monde en 2007
- Vainqueur du Tournoi des Six Nations en 2001 et 2003 (Grand chelem)

## Statistiques

### En équipe nationale
- 71 sélections en équipe d'Angleterre depuis 2001
- 45 points (9 essais)
- Sélections par année : 6 en 2001, 7 en 2002, 11 en 2003, 3 en 2004, 7 en 2005, 10 en 2006, 8 en 2007, 1 en 2008, 3 en 2009, 5 en 2010
- Tournois des Six Nations disputés : 2001, 2002, 2003, 2005, 2006, 2008, 2010
- En coupe du monde :
  - 2003 : 7 sélections (Géorgie, Afrique du Sud, Samoa, Uruguay, Galles, France, Australie), 1 essai
  - 2007 : 7 sélections (États-Unis, Afrique du Sud, Samoa, Tonga, Australie, France, Afrique du Sud)
  - 2011 : 4 sélections (Géorgie, Roumanie, Écosse, France)

### Avec les Lions britanniques
- 4 sélections en 2005 contre l'équipe de Nouvelle-Zélande
- 5 points (1 essai)